# Фицджеральд, Джеймс, 14-й граф Десмонд
Джеймс (Шеймус) Фицджон Фицджеральд (англ. James FitzGerald, 14th Earl of Desmond, умер 27 октября 1558 года) — крупный ирландский аристократ, 14-й граф Десмонд (1536—1558), лорд-казначей Ирландии (1547—1558).

## Биография

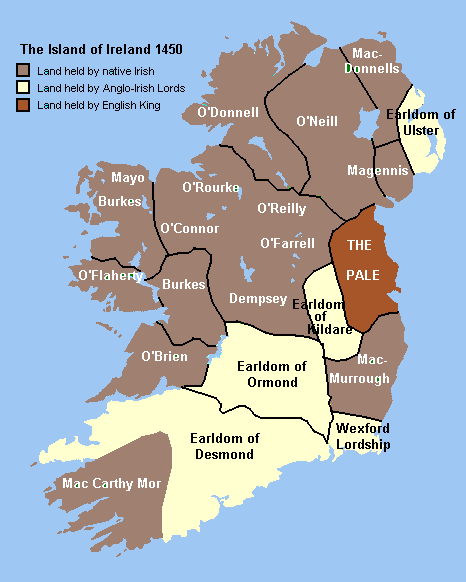
Карта Ирландии 1450 года, где на юго-западе острова показано графство Десмонд

Представитель англо-ирландского рода Фицджеральдов. Второй сын Джона Фицджеральда, де-факто 12-го графа Десмонда (1534—1536), и Мод (Мор) О’Брайен, дочери Доноу О’Брайена из Карригогуннеля.
После смерти своего ота в июне 1536 года Джеймс Фицджон Фицджеральд унаследовал титул и владения графа Десмонда. Соперником Джеймса в графстве Десмонд выступал его двоюродный брат, Джеймс Фицморис Фицджеральд, де-юре 12-й граф Десмонд (1534—1540).
Для того, чтобы поддержать своё положение, Джеймс Фицджеральд заключил союз с королем Томонда Коннором О’Брайеном (1528—1540), главой антианглийской партии в Ирландии. Английское правительство, которое в 1535 году подавило восстание Томаса Фицджеральда, 10-го графа Килдэра, организовало карательную экспедиция на владения графа Десмонда. 25 июля 1536 года лорд Леонард Грей, лорд-депутат Ирландии, возглавил военный поход на графство Десмонд.
Джеймс Фицджеральд, 14-й граф Десмонд, вынужден был пойти на переговоры с английскими властями. Лорд-депутат Ирландии Леонард Грей выступил в поддержку претензий Джеймса Фицджеральда на графский титул. Граф Десмонд отправил своего старшего сына в качестве заложника в Дублин.
В марте 1540 года Джеймс Фицджеральд, де-юре 12-й граф Десмонд, был убит своим двоюродным братом Морисом Фицджеральдом, младшим братом 14-го графа Десмонда. Джеймс Фицджеральд, 14-й граф Десмонд, добился расположения нового лорда-депутата Ирландии Энтони Сент-Леджера и сохранил свой титул.
В июле 1541 года Джеймс Фицджеральд, 14-й граф Десмонд, был назначен королем Англии главным исполнителем «указов о Реформации Ирландии» в Манстере. В том же году граф Десмонд принял участие в работе ирландского парламента в Дублине. В июне 1542 года граф Десмонд посетил с визитом Англию, где был любезно принят королем Генрихом VIII Тюдором, который признал за ним наследственный графский титул.
После смерти графа Ормонда король Англии Эдуард VI в марте 1547 года назначил Джеймса Фицджеральда, 14-го графа Десмонда лордом-казначеем Ирландии. В 1548 году новый лорд-депутат Ирландии Эдвард Беллингем обвинил графа Десмонда в измене и взял его в плен. Вскоре граф Десмонд был освобожден из заключения и сохранил должность лорда-казначея Ирландии в правление королевы Марии Тюдор.

## Браки и дети
Граф Десмонд был женат четыре раза. Его первой женой стала его дальняя родственница Джоан Роше, дочь Мориса Роше, лорда Фермоя. Супруги имели в браке трех детей:
- Сэр Томас Руад Фицджеральд из Конна (ум. 1595)
- Джоан Фицджеральд
- Элеонора Фицджеральд

Первый брак был расторгнут. Их сын Томас Руад Фицджеральд и его мужские потомки были лишены прав на наследование графского титула.
Вторично Джеймс Фицджеральд женился на Мор О’Кэррол (ум. 1548), дочь сэра Maolrony Макшейна О’Кэрролла, лорда Эли. Супруги имели шесть детей:
- Джеральд Фицджеральд, 15-й граф Десмонд (ок. 1533—1583)
- Сэр Джон Фицджеральд (ум. 1582)
- Маргарет Фицджеральд (ум. 1563)
- Джоан Фицджеральд
- Эллис Фицджеральд
- Хонора Фицджеральд

В третий раз граф Десмонд женился на Кэтрин Батлер (ум. 1553), второй дочери Пирса Батлера, 8-го графа Ормонда, и вдове Ричарда, барона Ле Поэра. Третий брак был бездетным.
Четвёртой женой графа Десмонда стала Эвелин Мор Маккарти, дочь Донала Макормака Маккарти Мора. Супруги имели в браке двух детей:
- Элеонора Фицджеральд
- Сэр Джеймс Фицджеральд (ум. 1580).

## Смерть
Летом 1558 года Джеймс Фицджеральд, 14-й граф Десмонд, тяжело заболел. Он скончался 27 октября того же 1558 года а Аскитоне. Его похоронили в аббатстве белых монахов в Трали. Ему наследовал его старший сын от второго брака, Джеральд Фицджеральд, 15-й граф Десмонд.